# الدوال بالجافا
الدوال وتسمى الطرق أو المنهاج وهي التي من وضع المبرمج. والهدف منها إنه عند تكرار مجموعة من سطور الأوامر أكثر من مرة في مواضع مختلفة فإن أوامر التكرار لن تكون ذات منفعة . ولذلك يتم كتابة هذه السطور منفصلة عن البرنامج الأساسي

## مزايا استخدام الدوال
1- عدم تكرار التعليمات داخل البرنامج : حيث يتم إنشاء الدالة مرة واحدة ثم يتم استدعائها أكثر من مرة عند الحاجة إليها .
2- باستخدام الدوال يصبح البرنامج أكثر وضوحاً .

## أنواع معدلات الوصول
عامة أي تستطيع الوصول إليها من خارج الكلاس ومن خارج البرنامج أيضا
private :                      
هي بمعنى خاصة وتستطيع الوصول للداتا من داخل الكلاس فقط ولايمكن أن توصل لها من 
خارج الكلاس إطلاقا
protected :
محمي أي انك تستطيع الوصول للدالة من داخل الكلاس لو من خارح 
الكلاس إذا آان الكلاس يرث منه
استخدمنا العبارة static من أجل اخبار الكومبيلر
على أن هذة الدالة من نوع ثابت أي انة يقوم بالتعرف عليها 
قبل الدخول إلى الدالة الرئيسية .
وهذا كود بسيط يبين عمل الدوال ويقوم بتربيع عدد ما
class bv {
public static void t (int b){
System.out.println(b*b);
}
public static void main(String[] args (
t(3);
}
}

## أنواع الطرق
نستطيع تقسيم الطرق إلى نوعين حسب الإعادة . 
في بعض الطرق التي يتم تحديد نوع القيمة المرجعة، تقوم 
بإرجاع قيمة عن طريق استخدام الكلمة return
بينما لا ترجع الطرق من نوع void شيئاً .
كما يمكننا تقسيم الطرق حسب وضعية الوظيفة في الفئة إلى نوعين،
طرق خاصة بالفئة، وطرق خاصة بالعضو .
و يتم في النوع الأول كتابة كلمة (static) في توقيع الوظيفة (method signature) .
وهكذا نكون قد جعلنا هذه الوظيفة هي خاصة بالفئة بشكل عام وليست خاصة لعضو من الأعضاء.
و بإمكان أي عضو استخدامها من الفئة مباشرة دون الحاجة لإنشاء عضو من الفئة. 
و كمثال على ذلك نفس المثال السابق لتربع العدد .
فنحن نستطيع استخدامها بالإشارة لاسم الفئة مباشرة دون الحاجة لإنشاء عضو في الفئة، واستخدامها عبره
تماماً كما في المثال السابق، يمكننا أن نجعل طرق الجمع static و نستخدمها مباشرة دون الحاجة لإنشاء عضو من فئة Addtwo .
class aldopaee {
public void t (int b){System.out.println(b*b);}
public static void main(String[] args) {
aldopaee b=new aldopaee ();
b.t(3);}
}
قاعدة / عند كتابة الدالة مثل هذا الكود فيجب إطلاق هدف باسم الكلاس نفسه ومن ثم كتابة اسم الهدف الجديد.
اسم الدالة المراد استخدامها وان كتبت اسم الدالة مباشرة فان المترجم سيصدر خطأ ولن ينفذ البرنامج.